# مقاطعة لانكستر (بنسلفانيا)
مقاطعة لانكستر (بالإنجليزية: Lancaster County, Pennsylvania)‏ هي إحدى مقاطعات ولاية بنسلفانيا في الولايات المتحدة. بلغ عدد سكانها 519445 نسمة في عام 2010 حسب إحصاء مكتب تعداد الولايات المتحدة.

## المناخ
يظهر الجدول التالي التغييرات المناخية على مدار السنة لمقاطعة لانكستر:
| البيانات المناخية لـمقاطعة لانكستر  | البيانات المناخية لـمقاطعة لانكستر | البيانات المناخية لـمقاطعة لانكستر | البيانات المناخية لـمقاطعة لانكستر | البيانات المناخية لـمقاطعة لانكستر | البيانات المناخية لـمقاطعة لانكستر | البيانات المناخية لـمقاطعة لانكستر | البيانات المناخية لـمقاطعة لانكستر | البيانات المناخية لـمقاطعة لانكستر | البيانات المناخية لـمقاطعة لانكستر | البيانات المناخية لـمقاطعة لانكستر | البيانات المناخية لـمقاطعة لانكستر | البيانات المناخية لـمقاطعة لانكستر | البيانات المناخية لـمقاطعة لانكستر |
| الشهر                               | يناير                              | فبراير                             | مارس                               | أبريل                              | مايو                               | يونيو                              | يوليو                              | أغسطس                              | سبتمبر                             | أكتوبر                             | نوفمبر                             | ديسمبر                             | المعدل السنوي                      |
| ----------------------------------- | ---------------------------------- | ---------------------------------- | ---------------------------------- | ---------------------------------- | ---------------------------------- | ---------------------------------- | ---------------------------------- | ---------------------------------- | ---------------------------------- | ---------------------------------- | ---------------------------------- | ---------------------------------- | ---------------------------------- |
| الدرجة القصوى °ف (°م)               | 70 (21)                            | 76 (24)                            | 88 (31)                            | 93 (34)                            | 99 (37)                            | 97 (36)                            | 103 (39)                           | 101 (38)                           | 99 (37)                            | 91 (33)                            | 86 (30)                            | 76 (24)                            | 103 (39)                           |
| متوسط درجة الحرارة الكبرى °ف (°م)   | 38.1 (3.4)                         | 41.4 (5.2)                         | 51.0 (10.6)                        | 62.9 (17.2)                        | 72.6 (22.6)                        | 81.0 (27.2)                        | 85.2 (29.6)                        | 83.5 (28.6)                        | 76.0 (24.4)                        | 64.9 (18.3)                        | 53.8 (12.1)                        | 42.1 (5.6)                         | 62.8 (17.1)                        |
| متوسط درجة الحرارة الصغرى °ف (°م)   | 22.0 (−5.6)                        | 23.8 (−4.6)                        | 31.1 (−0.5)                        | 40.5 (4.7)                         | 50.0 (10.0)                        | 59.7 (15.4)                        | 64.3 (17.9)                        | 62.6 (17.0)                        | 54.8 (12.7)                        | 43.2 (6.2)                         | 34.6 (1.4)                         | 26.3 (−3.2)                        | 42.8 (6.0)                         |
| أدنى درجة حرارة °ف (°م)             | −16 (−27)                          | −9 (−23)                           | −2 (−19)                           | 16 (−9)                            | 28 (−2)                            | 36 (2)                             | 46 (8)                             | 37 (3)                             | 34 (1)                             | 23 (−5)                            | 12 (−11)                           | −3 (−19)                           | −16 (−27)                          |
| الهطول إنش (مم)                     | 2.88 (73)                          | 2.47 (63)                          | 3.27 (83)                          | 3.38 (86)                          | 3.89 (99)                          | 3.94 (100)                         | 4.50 (114)                         | 3.20 (81)                          | 4.56 (116)                         | 3.85 (98)                          | 3.60 (91)                          | 3.27 (83)                          | 42.81 (1٬087)                      |
| متوسط تساقط الثلوج إنش (سم)         | 5.5 (14)                           | 7.5 (19)                           | 1.4 (3.6)                          | 0.2 (0.51)                         | 0 (0)                              | 0 (0)                              | 0 (0)                              | 0 (0)                              | 0 (0)                              | 0 (0)                              | 0.4 (1.0)                          | 3.3 (8.4)                          | 18.3 (46)                          |
| متوسط أيام هطول الأمطار (≥ 0.01 in) | 9.8                                | 8.5                                | 9.9                                | 11.3                               | 12.7                               | 10.7                               | 10.3                               | 9.2                                | 9.1                                | 9.3                                | 10.4                               | 10.2                               | 121.4                              |
| متوسط الأيام المثلجة (≥ 0.1 in)     | 3.0                                | 2.1                                | 0.8                                | 0.1                                | 0                                  | 0                                  | 0                                  | 0                                  | 0                                  | 0                                  | 0.2                                | 1.3                                | 7.5                                |
| المصدر: NOAA                        |                                    |                                    |                                    |                                    |                                    |                                    |                                    |                                    |                                    |                                    |                                    |                                    |                                    |

## أعلام
- ناثانيل رامزي
- جيمس إيوينغ
- شيرمان إل. هيل
- والتر فرانكلين
- ويليام آدامز
- لين لوفيت
- جيمس دونالد كاميرون
- هارولد هورن

## وصلات خارجية
- www.co.lancaster.pa.us